# 가마고리역
가마고리역(일본어: 蒲郡駅 가마고오리에키[*])은 일본 아이치현 가마고리시에 있는 도카이 여객철도·나고야 철도의 철도역이다.
가마고리 시의 중심역으로, 양 회사 모두 역무원을 배치하고 직접 운영하고 있는 역이다. 원래는 공동 사용역이었으나 입체 교차 공사로 서로 분리되었다.

## 도카이 여객철도
쌍섬식 2면 4선 구조이다. 2·3번선이 본선이며, 1·4번선은 대피선이다.
역장과 역무원이 배치된 직영역으로, 미카와오쓰카역, 미카와미야역, 미카와시오쓰 역을 관리하고 있다. TOICA 및 제휴 교통카드의 사용이 가능하다.
| 1·2 | ■ 도카이도 본선 | 도요하시 · 하마마쓰 방면 |
| 3·4 | ■ 도카이도 본선 | 오카자키 · 나고야 방면   |

## 나고야 철도
섬식 1면 2선 구조이다. 승강장은 4량까지 수용할 수 있다. 승강장에는 엘리베이터가 설치되어 있다.
| 1·2 | ■ 가마고리 선 | 니시우라 · 기라요시다 방면 |

## 역세권 정보
- 국도 제23호선
- 가마고리시청사
- 가마고리 시립 도서관

## 역사
- 1888년 9월 1일 - 관설철도 (뒷날의 일본국유철도) 도카이도 본선 하마마쓰 역 ~ 오부 역 구간의 개통과 동시에 개업.
- 1936년 7월 24일 - 미카와 철도선 개업. 1941년 나고야 철도에 합병되었다.
- 1987년 4월 1일 - 민영화에 따라 일본국유철도의 역이 도카이 여객철도 소속이 되었다.
- 2006년 11월 25일 - 도카이 여객철도의 역에서 TOICA의 사용이 개시되었다.

## 인접역
| 도카이 여객철도 도카이도 본선           | 도카이 여객철도 도카이도 본선   | 도카이 여객철도 도카이도 본선   |
| --------------------------------------- | ------------------------------- | ------------------------------- |
| 도요하시1 도요하시 방면                 | ■ 홈라이너·특별쾌속·신쾌속·쾌속 | 오카자키 나고야·오가키 방면     |
| 미카와미야 도요하시 방면                | ■ 구간쾌속·보통                 | 미카와시오쓰 나고야·오가키 방면 |
| 나고야 철도 가마고리 선                 |                                 |                                 |
| 가마고리쿄테이조마에 기라요시다 방면    | ■ 가마고리 선                   | 시·종착역                       |
| 1: 일부 열차는 미카와미야역에 정차한다. |                                 |                                 |